# Gefion Helmke
Gefion Helmke (* 10. Oktober 1909 in Berlin; † 10. Dezember 2001 in München) war eine deutsche Schauspielerin, Synchronsprecherin und Rezitatorin. 

## Leben
Helmke war die Tochter eines Oberschulrates und besuchte nach absolviertem Studium der Germanistik und Theaterwissenschaft an der Universität Berlin die Schauspielschule von Ilka Grüning und Lucie Höflich. Nach ihrem Theaterdebüt 1930 am Friedrich-Theater in Dessau spielte sie in Wiesbaden und München. Nach 1945 erhielt sie Theaterengagements an vielen deutschen Theatern, darunter Osnabrück, Göttingen, Oldenburg, Berlin, Salzburg, München und Bremen. Von 1955 bis 1959 gehörte sie zum Schauspielerensemble des Südwestfunks Baden-Baden. Seit den 1960er Jahren übernahm sie auch  viele Fernsehrollen. Des Weiteren war sie als Synchronsprecherin tätig.
Ihre bekannteste Filmrolle war Anfang der 1950er-Jahre unter der Regie von Falk Harnack die der Gefängnisärztin Dr. Käthe Neumeier in der ostdeutschen DEFA-Produktion der Zweig-Literaturadaption Das Beil von Wandsbek.
Helmke war mit dem Regisseur und Schauspieler Peter Stanchina verheiratet.

## Filmografie
- 1937: Soweit geht die Liebe nicht
- 1951: Das Beil von Wandsbek
- 1954: Unsere kleine Stadt (Fernsehfilm)
- 1962: Porträt einer Madonna (Fernsehfilm)
- 1964: Die Verbrecher (Fernsehfilm)
- 1967: Aktien und Lorbeer (Fernsehfilm)
- 1977: Gruppenbild mit Dame
- 1981: Derrick: Die Stunde der Mörder
- 1982: Der Alte: Eine Frau ist verschwunden
- 1983: Derrick: Die kleine Ahrens
- 1984: Derrick: Manuels Pflegerin
- 1986: Kein Alibi für eine Leiche
- 1986: Vom Glück verfolgt (Fernsehserie)
- 1990: Wüsten (Fernsehfilm)
- 1993: Der kleine Vampir – Neue Abenteuer (Fernsehserie)
- 1996: Katrin ist die Beste (Fernsehserie)
- 1997: Der Bulle von Tölz: Bei Zuschlag Mord